# UFC 199
UFC 199：洛克霍德对比斯平二番战（UFC 199: Rockhold vs. Bisping 2）是终极格斗冠军赛（UFC）主办的一场综合格斗赛事，于2016年6月4日在美国加州英格尔伍德的论坛体育馆举行。

## 结果
1. ↑  UFC中量级冠军战
2. ↑  UFC雏量级冠军战